# Arquidiocese de Bagdá
A Arquidiocese de Bagdá (em latim: Archidiœcesis Bagdathensis Latinorum) é uma diocese católica de rito romano/latino localizada na cidade de Bagdá, no Iraque. Tem jurisdição sobre três paróquias de 2.500 católicos da Igreja Latina que vivem em todo o Iraque. A diocese está imediatamente sujeita à Santa Sé. Ela opera ao lado de sete dioceses caldéias, três sírio-católicas, uma jurisdição greco-melquita e uma diocese armênia católica, todas em comunhão com a Santa Sé. A catedral da Arquidiocese é a Catedral Latina de São José em Bagdá, que não deve ser confundida com a Catedral Caldeia de São José localizada em Bagdá e a Catedral Caldeia de São José localizada em Ankawa, Iraque.

## História
- 6 de setembro de 1632: Estabelecido como Diocese de Babilônia ou Bagdá
- 19 de agosto de 1848: Promovido como Arquidiocese de Bagdá

## Liderança

### Diocese de Bagdá
Erguido: 6 de setembro de 1632
- Timoteo Pérez Vargas, O.C.D. (6 de setembro de 1632 - 23 de dezembro de 1639 renunciou) [3]
- Jean Duval, O.C.D. (16 de agosto de 1638 - 10 de abril de 1669 morreu) [4]
- Placide-Louis du Chemin, O.S.B. (10 de abril de 1669 - 7 de novembro de 1682 morreu)
- François Picquet (26 de abril de 1683 - 26 de agosto de 1686 morreu)
- Louis-Marie Pidou de Saint-Olon, C.R. (24 de novembro de 1687 - 20 de novembro de 1717 morreu)
- Dominique-Marie Varlet (20 de fevereiro de 1719 - 25 de maio de 1719 Removido)
- Emmanuel a S. Alberto (Bruno) Baillet (Ballyet), OCD (26 de novembro de 1742 - 4 de abril de 1773 morreu)
- Jean-Baptiste Miroudot Du Bourg, O. Cist. (15 de abril de 1776 - 13 de abril de 1791 removido)
- Georges Bock, O.C.D. (17 de abril de 1804 Nomeado –)
- Blaise de Saint-Matthieu, O.C.D. (27 de novembro de 1807 Nomeado –)
- Antonio Prandi, O.C.D. (15 de maio de 1813 Nomeado –)
- Felice Piazza, O.C.D. (6 de fevereiro de 1816 Nomeado –)
- Pierre-Alexandre Coupperie (2 de maio de 1820 - 26 de abril de 1831 morreu)
- Pierre-Dominique-Marcellin Bonamie, SS. CC. (4 de maio de 1832 - 13 de fevereiro de 1835 Nomeado Arcebispo de Izmir)
- Marie-Laurent Trioche (14 de março de 1837 - 28 de novembro de 1887 morreu)

### Arquidiocese de Bagdá
Elevado: 19 de agosto de 1848
- Marie-Laurent Trioche (14 de março de 1837 - 28 de novembro de 1887 morreu)
  - Nicolás Castells, OFMCap, administrador apostólico (19 de junho de 1866 até sua morte em 7 de setembro de 1873)
- Henri-Victor Altmayer, O.P. (24 de novembro de 1887 - 23 de agosto de 1902 renunciou)
- François Désiré Jean Drure, O.C.D. (7 de novembro de 1902 - 27 de maio de 1917 morreu)
- François Berré, O.P. (9 de agosto de 1921 - 4 de abril de 1929 morreu)
- Armand-Etienne M. Blanquet du Chayla, O.C.D. (1 de abril de 1939 - 17 de setembro de 1964 aposentado)
- Maurice Perrin (2 de agosto de 1965 - 16 de janeiro de 1970 Nomeado Arcebispo Titular de Gurza)
- Ernest-Marie de Jésus-Hostie Charles Albert Nyary, O.C.D. (23 de março de 1972 - 30 de maio de 1983 aposentado)
- Paul Dahdah, O.C.D. (30 de maio de 1983 – 30 de julho de 1999 Nomeado Vigário Apostólico de Beirute)
- Jean Benjamin Sleiman, O.C.D. (29 de novembro de 2000 – presente)